# Andrei Cervencovici
Andrei Cervencovici (* 7. August 1921 in Nădlac, Kreis Arad) ist ein ehemaliger rumänischer Politiker der Rumänischen Kommunistischen Partei PCR (Partidul Comunist Român) und Diplomat, der unter anderem zwischen 1965 und 1980 Mitglied der Großen Nationalversammlung (Marea Adunare Națională) war. Zudem fungierte er von 1981 bis 1986 als Botschafter in Jordanien.

## Leben

### Maurer, Parteifunktionär und Abgeordneter
Andrei Cervencovici verließ nach der siebten Klasse die Grundschule und war im Anschluss zwischen 1935 und 1942 als Maurer auf verschiedenen Baustellen in Bukarest tätig. Er wurde im Juli 1945 Mitglied der Kommunistischen Partei Rumäniens PCdR (Partidul Comunist din Romania) und war von 1945 bis 1948 als Maurer in der Werkstatt  Grivița Roșie des staatlichen Eisenbahnunternehmens Căile Ferate Române (CFR) in Bukarest beschäftigt. Im Anschluss war er zwischen 1948 und 1949 zuerst Maurer sowie danach von 1949 bis Juli 1950 Dispatcher im Stahlkombinat von Hunedoara. Während dieser Zeit absolvierte er 1949 drei Monate lang einen Lehrgang für Parteifunktionäre und war anschließend zwischen Juli 1950 und 1953 Leiter der Wirtschaftsabteilung des Parteikomitees Hunedoara. Im Anschluss fungierte er von 1953 bis 1954 als Sekretär des Parteikomitees des Stahlkombinats Hunedoara sowie zwischen 1954 und 1955 als Sekretär für Wirtschaft des Parteikomitees Hunedoara. Daraufhin wechselte er zum Parteikomitee im Kreis Hunedoara und war dort zunächst Leiter der Abteilung Konsumgüter sowie anschließend von 1956 bis zum 8. Januar 1959 Leiter der Abteilung Organisation, ehe er zwischen dem 8. Januar 1959 und dem 13. April 1965 Sekretär für Organisation des Parteikomitees des Kreises Hunedoara war. Er absolvierte ein Fernstudium an der Parteihochschule „Ștefan Gheorghiu“ sowie ein Studium an der Fakultät für Allgemeine Wirtschaft der Wirtschaftsakademie Bukarest ASE (Academia de Studii Economice).
Cervencovici war zwischen dem 13. April 1965 und dem 6. Februar 1968 sowohl Leiter der Sektion Parteibücher und statistische Aufzeichnungen sowie stellvertretender Leiter der Abteilung Parteiorganisation des Zentralkomitees (ZK) der Rumänischen Kommunistischen Partei PCR (Partidul Comunist Român). Auf dem Neunten Parteitag der PCR (19. bis 24. Juli 1965) wurde er Kandidat des ZK der PCR und behielt diese Funktion bis zum Zehnten Parteitag der PCR (6. bis 12. August 1969). Zugleich wurde er Mitglied des Zentralen Parteikollegs (Colegiul Central de Partid) und gehörte diesem bis zum Elften Parteitag der PCR (24. bis 27. November 1974) an. 1965 wurde er des Weiteren erstmals Mitglied der Großen Nationalversammlung (Marea Adunare Națională) und gehörte dieser 15 Jahre lang bis 1980 an. Er fungierte zwischen dem 6. Februar 1968 und 1970 als stellvertretender Leiter der ZK-Abteilung Organisation und wurde am 13. März 1969 Vizepräsident des Ausschusses der Großen Nationalversammlung für Volksräte und staatliche Verwaltung.

### ZK-Mitglied, Erster Parteisekretär des Kreises Arad und Botschafter in Jordanien
Auf dem Zehnten Parteitag der PCR (6. bis 12. August 1969) wurde Andrei Cervencovici Mitglied des ZK und gehörte diesem Gremium bis zum Dreizehnten Parteitag der PCR (19. bis 22. November 1984) an. Er war zwischen 1970 und 1971 Leiter der Abteilung Kader des ZK. Er wurde im Anschluss 1971 sowohl Erster Sekretär des Parteikomitees im Kreis Arad sowie zugleich Präsident des Exekutivkomitees des Volksrates des Kreises Arad und bekleidete beide Ämter bis zum 6. Juni 1979. Daneben gehörte er zwischen November 1976 und dem 27. März 1980 der ZK-Kommission für Angelegenheiten der Partei- und Staatskader an. Nachdem er zwischen dem 6. Juni und dem 27. November 1979 Mitarbeiter des ZK war, wurde er auf dem Zwölften Parteitag der PCR (19. bis 23. November 1979) Vizepräsident der Zentralen Parteikontrollkommission der PCR (Colegiul Central de Partid) und bekleidete diese Funktion bis zum 8. Oktober 1982.
Cervencovici fungierte zwischen dem 27. November 1979 und dem 13. November 1981 als Leiter der ZK-Abteilung Dokumentation und Empfänge. Zuletzt wurde er am 13. November 1981 Botschafter in Jordanien und bekleidete dieses Amt bis zum 30. Oktober 1986, woraufhin Teodor Coman ihn ablöste.
Für seine langjährigen Verdienste wurde er mehrfach ausgezeichnet und erhielt unter anderem 1957 den Orden der Arbeit Dritter Klasse (Ordinul Muncii), 1959 den Stern der Volksrepublik Rumänien Fünfter Klasse (Ordinul Steaua Republicii Populare Române), 1962 den Orden der Arbeit Zweiter Klasse, 1964 den Stern der Volksrepublik Rumänien Vierter Klasse, 1964 den Orden 23. August Vierter Klasse (Ordinul 23. August), 1966 den Orden Tudor Vladimirescu Fünfter Klasse (Ordinul Tudor Vladimirescu), 1971 und 1974 den Stern der Sozialistischen Republik Rumänien zweiter Klasse (Ordinul Steaua Republicii Socialiste România), 1974 die Auszeichnung für landwirtschaftliche Verdienste Zweiter Klasse (Meritul Agricol) sowie 1981 den Orden Tudor Vladimirescu Zweiter Klasse. 1981 wurde ihm der Titel Held der sozialistischen Arbeit (Erou al Muncii Socialiste) verliehen.